# Artesia (azienda)
Artesia SAS (società per azioni semplificata) era la società nata in seguito di un accordo tra le Ferrovie Italiane e la Société nationale des chemins de fer français (SNCF) con lo scopo di gestire i collegamenti tra l'Italia e la Francia utilizzando i TGV. Era posseduta al 50% dalle Ferrovie dello Stato (con Trenitalia) e al 50% da SNCF.

## Storia
La società nasce nel 1995 e diventa operativa nel 1999, con il compito di provvedere al supporto di SNCF e di Trenitalia nell'organizzazione e nella commercializzazione dei servizi di trasporto passeggeri internazionali tra Francia ed Italia.
A motivo dei mutati scenari del mercato ferroviario, aperto a una graduale liberalizzazione con possibilità da parte delle singole imprese ferroviarie di agire in proprio, nel luglio 2010 le due compagnie firmarono un accordo per porre termine alla joint venture entro il dicembre 2011.

## Attività
L'azienda commercializzava principalmente i servizi del TGV da Parigi a Torino - Milano e dei
treni notte che partono dalle varie città italiane verso Parigi.
Sul TGV, i macchinisti, i responsabili del treno e i controllori cambiano alla stazione di Modane, situata al confine tra Francia e Italia. Sui treni notte vi era il cambio personale e motrice. Pertanto in Italia i treni Artesia erano gestiti da Trenitalia e in Francia dalla SNCF.
Artesia ha cessato la sua attività a fine 2011 in quanto SNCF ha comprato il 20% di Nuovo Trasporto Viaggiatori (concorrente di Trenitalia nel servizio Alta Velocità), mentre Trenitalia ha creato con Veolia Transport una nuova società che è entrata in concorrenza diretta con SNCF. Sono quindi venuti a mancare i presupposti per continuare la joint venture.
Dopo la chiusura di Artesia i servizi vennero rilevati dalla nuova società Thello, partecipata da Trenitalia e Veolia, e da SNCF Voyages Italia.

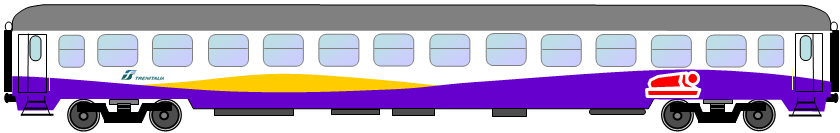
La livrea Artesia delle carrozze cuccette UIC X in composizione all'euronight Palatino

## Le tratte
Quando Artesia è nata, le relazioni gestite erano:
Artesia Giorno:
- EC Mont Cenis. Milano C.le - Torino - Lyon
- EC Frejus. Torino P.N - Lyon
- EC Monginevro. Torino P.N -Lyon
- EC Manzoni. Milano C.le - Torino - Paris G.Lyon
- EC Dumas. Milano C.le - Torino - Paris G. Lyon

Artesia Notte:
- EN Stendhal. Milano C.le - Torino - Paris Lyon
- EN Rialto. Venezia S.L. - Paris Lyon
- EN Galilei Firenze S.M.N. - Paris Lyon
- EN Palatino Roma T. - Paris Lyon

Nel 2011 le relazioni Artesia erano
- Palatino. Treno notte Paris Bercy - Roma Termini.
- Stendhal. Treno notte Venezia Santa Lucia/Milano Centrale - Paris Bercy.
- Manzoni. TGV Milano Centrale - Paris Gare de Lyon.
- Caravaggio. TGV Milano Centrale - Paris Gare de Lyon.

## Dati societari
- Sede principale: 24, rue de Londres - 75009 Parigi
- Sede secondaria: via Quintino Sella, 20 - 00187 Roma
- Partita IVA: IT 13181670152